# Hermrigen
Hermrigen (in einheimischer Mundart [ˈheɾməˌɾɪɡ̊ə]) ist eine politische Gemeinde mit eigener Einwohnergemeinde und Burgergemeinde im Verwaltungskreis Seeland des Schweizer Kantons Bern.

## Geschichte
Älteste Zeugnisse für die Anwesenheit von Menschen auf dem heutigen Gemeindegebiet gehen vielleicht bis in die Mittelsteinzeit zurück. Aus der Hallstattzeit wurden Grabhügel gefunden; auch aus der Römerzeit gibt es Spuren. Der früheste urkundliche Beleg des Ortsnamens als Hermeringen stammt aus dem Jahre 1249; es handelt sich um eine Ableitung vom althochdeutschen Personennamen Her(i)mar mit dem Zugehörigkeitssuffix -ing-.
Der Ort kam 1398 zu Bern und bildete mit Merzligen bis 1798 den Gerichtsviertel Hermrigen in der Landvogtei Nidau.
In Hermrigen wurden in den frühen 1980er Jahren Bohrungen nach Erdöl vorgenommen, sie wurden aber nach einiger Zeit wieder abgebrochen, nachdem eine Probebohrung kein Erdölvorkommen nachgewiesen hatte. Geplant war auch die Förderung von Erdgas; die Aktiengesellschaft für schweizerisches Erdöl verzichtete jedoch 2014 wegen technischer Probleme zugunsten eines anderen Projekts im Seeland, in Ruppoldsried, darauf.

## Geographie
Die Nachbargemeinden von Norden beginnend im Uhrzeigersinn sind Bellmund, Merzligen, Kappelen BE, Bühl BE, Epsach, Mörigen und Sutz-Lattrigen.

## Politik
Bei den Nationalratswahlen 2023 betrugen die Wähleranteile in Hermrigen (in Klammern die Veränderung im Vergleich zu den Wahlen 2019 in Prozentpunkten): SVP 49,92 % (+4,70), glp 11,71 % (+0,48), SP 11,50 % (+1,65), FDP 9,33 % (+3,14), Mitte 8,29 % (−4,89), EDU 3,06 % (+2,97), Grüne 2,78 % (−5,00), EVP 0,84 % (−1,03), SD 0,12 % (−0,13).

## Versorgung
Wasser
Hermrigen ist eine Verbandsgemeinde der Seeländischen Wasserversorgung.